# Автошлях Т 1310
Автошля́х Т 1310 — автомобільний шлях територіального значення в Луганській області. Проходить територією Лутугинського району та Краснодонської міської ради через Лутугине — Тепле — Буран — Сорокине. Загальна довжина — 41,2 км.

## Маршрут
Автошлях проходить через такі населені пункти:
| Автошлях Т 1310           |        |
| Луганська область         |        |
| Лутугинський район        |        |
| Лутугине                  | Н21    |
| Волнухине                 | Т 1320 |
| Новофедорівка             |        |
| Петро-Миколаївка          |        |
| Верхня Оріхівка           |        |
| П'ятигорівка              |        |
| Першозванівка             |        |
| Краснодонська міська рада |        |
| Тепле                     |        |
| Широке                    |        |
| Буран                     |        |
| Сорокине                  | E40М04 |